# Hogsback
Hogsback is een dorp in de gemeente Raymond Mhlaba, in de Zuid-Afrikaanse provincie Oost-Kaap. Het is gelegen ten noordwesten van Oos-Londen en ten zuiden van Queenstown aan de R345, die Cathcart met Hamburg verbindt. In 2011 kende het dorp 1029 inwoners.
Het dorp is omgeven door inheemse bossen en is gekend om diens watervallen. Het heeft een vrij toeristische aantrekkingskracht en in de loop van twintigste eeuw steeds meer toeristisch trekpleister geworden.

## Geografie en bevolking
Het dorp is gelegen op een plateau op het randgebergte van de Amatolabergen. Het centrum van het dorp is gelegen op 1273 meter hoogte. Het laatst gelegen deel van het dorp ligt op 1166 meter en het hoogste punt ligt op 1481 meter. Het dorp is ontstaan in de 19e eeuw, maar de plek was onderdeel van de in de Tyumie-vallei wonende Xhosa-volk. Deze noemde de berg met drie bergtoppen Bhukazana. De hoogste van drie pieken is 1963 meter.
De vallei ligt op 854 meter hoogte. Het dorp was lang een kleine gemeenschap, maar na de aanleg van de gemeentelijke dam bij Plaatjies Kraal is het dorp in aantal bewoners flink gegroeid. In 2001 kende het dorp 648 inwoners en 10 jaar later was dat gegroeid naar 1029. 63 procent van de bevolking heeft als moedertaal Xhosa, de lokale taal van de zwarte bevolking, de groepering die het meest gegroeid is ook na de aanleg van de dam. Ongeveer 33% van het dorp spreekt Engels als moedertaal en 6% Afrikaans, in 2011.

## Naam
Het is onduidelijk waar de naam precies vandaan komt. In 1848 is het de schilder Thomas Baines die de plek duidt als Hogs Back. De naam is waarschijnlijk een geografische kenmerkomschrijving, afkomstig uit Engeland. Maar andere uitleg is dat de drie pieken zelf op de vorm van een varken lijken en andere is dat de naam een vernoeming is naar de kapitein Hogg. Deze kapitein was commandant van Fort Michel bij Tor Doone.

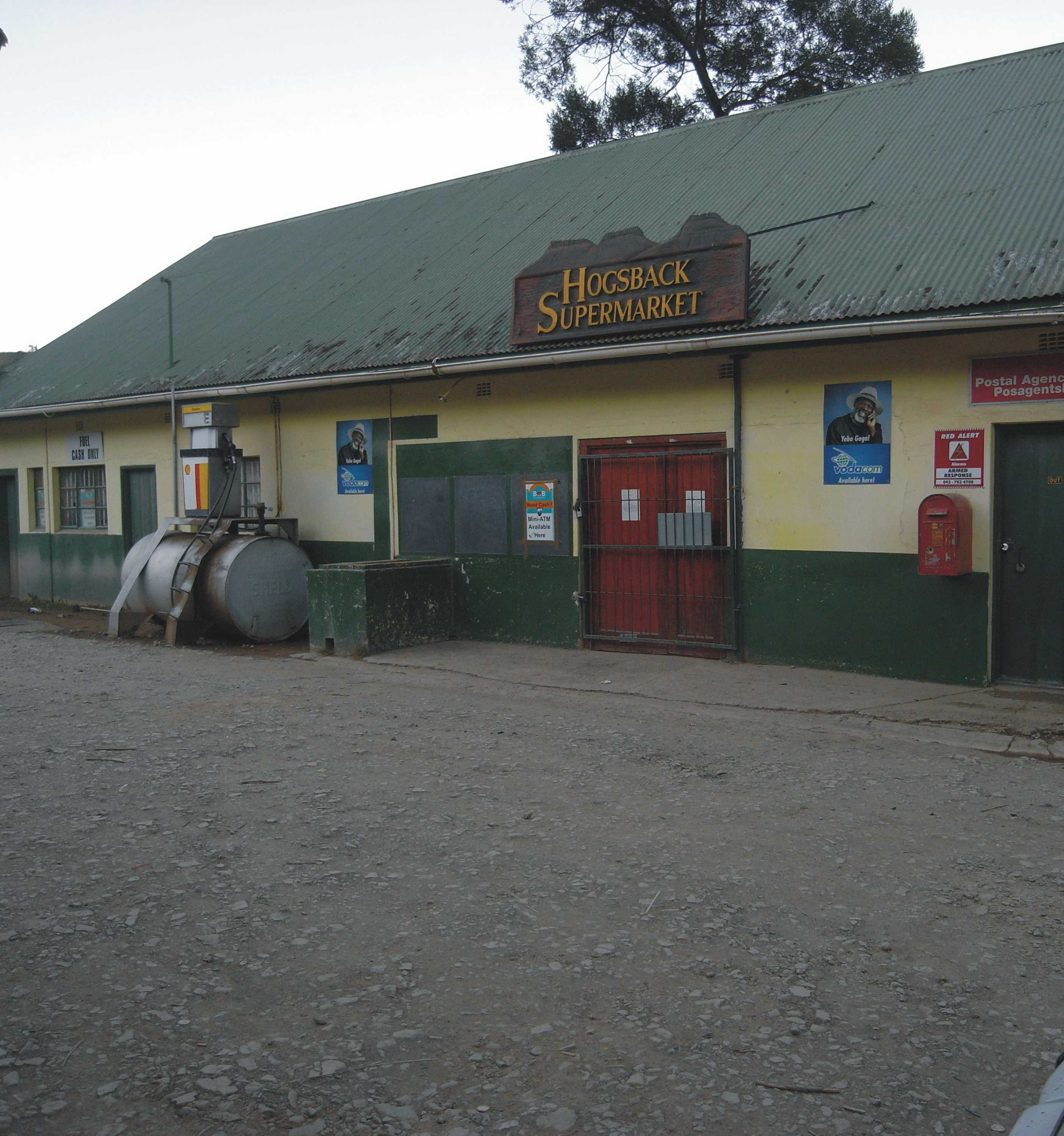
Supermarkt in Hogsback

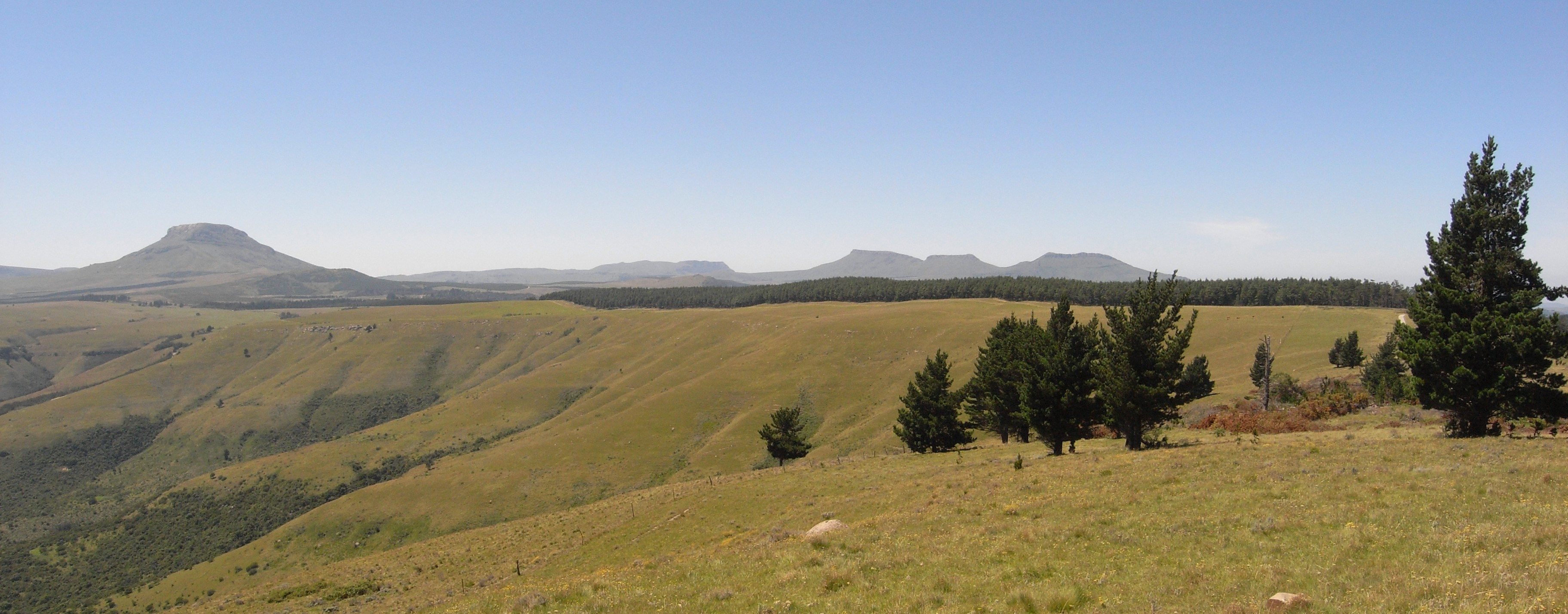
Hogsback gezien vanuit de verte

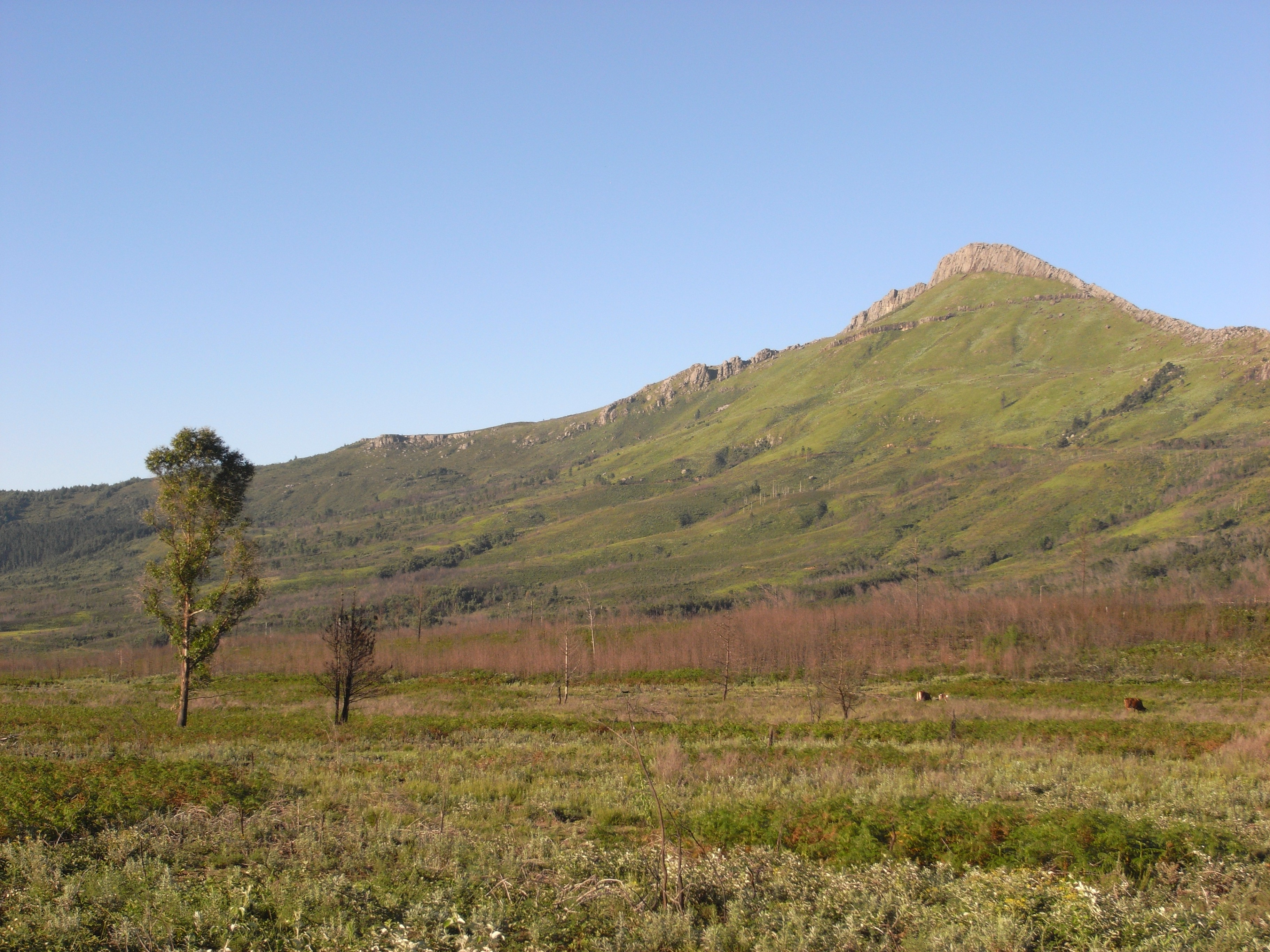
De eerste Hogpiek

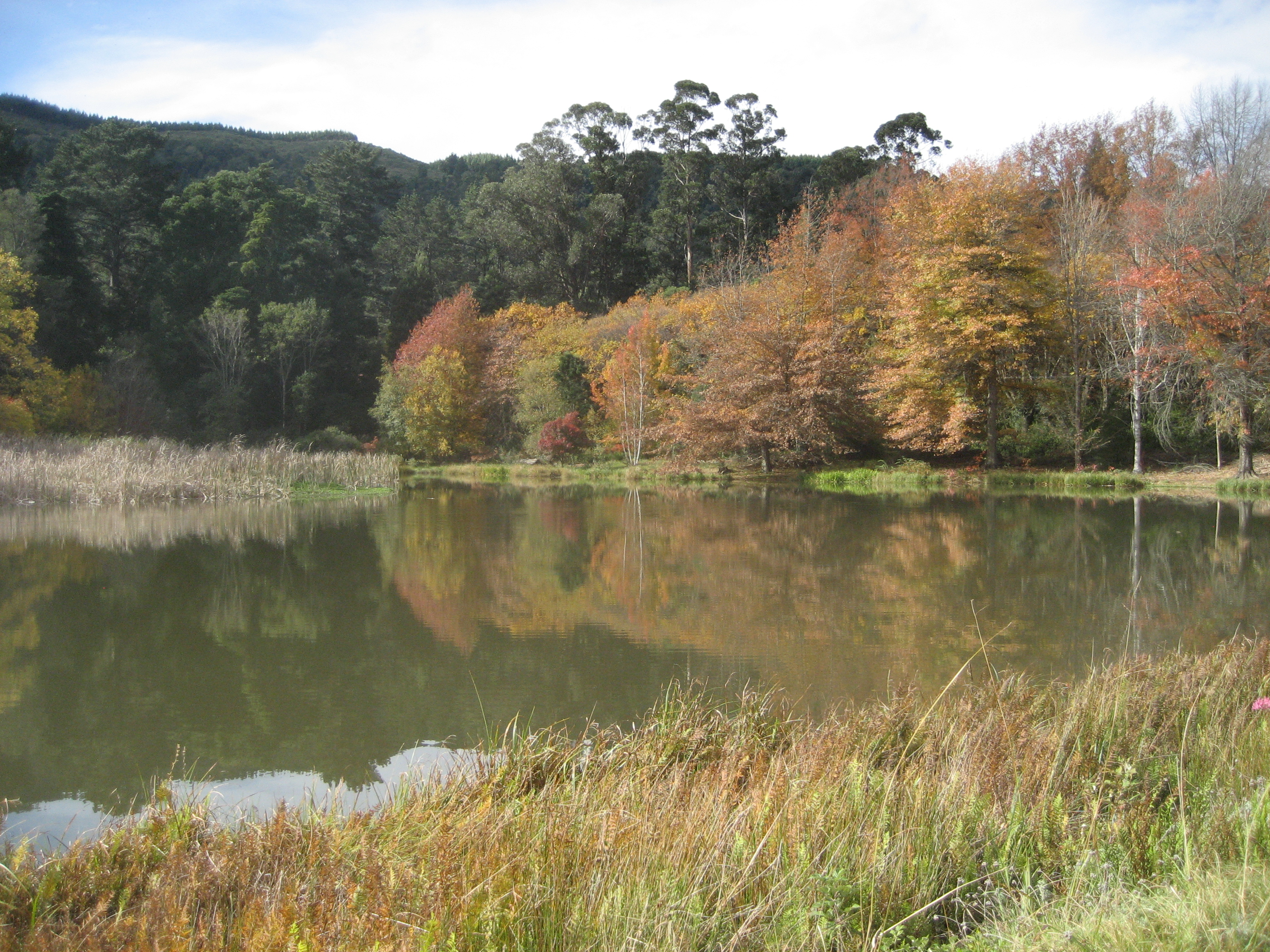
Bossen

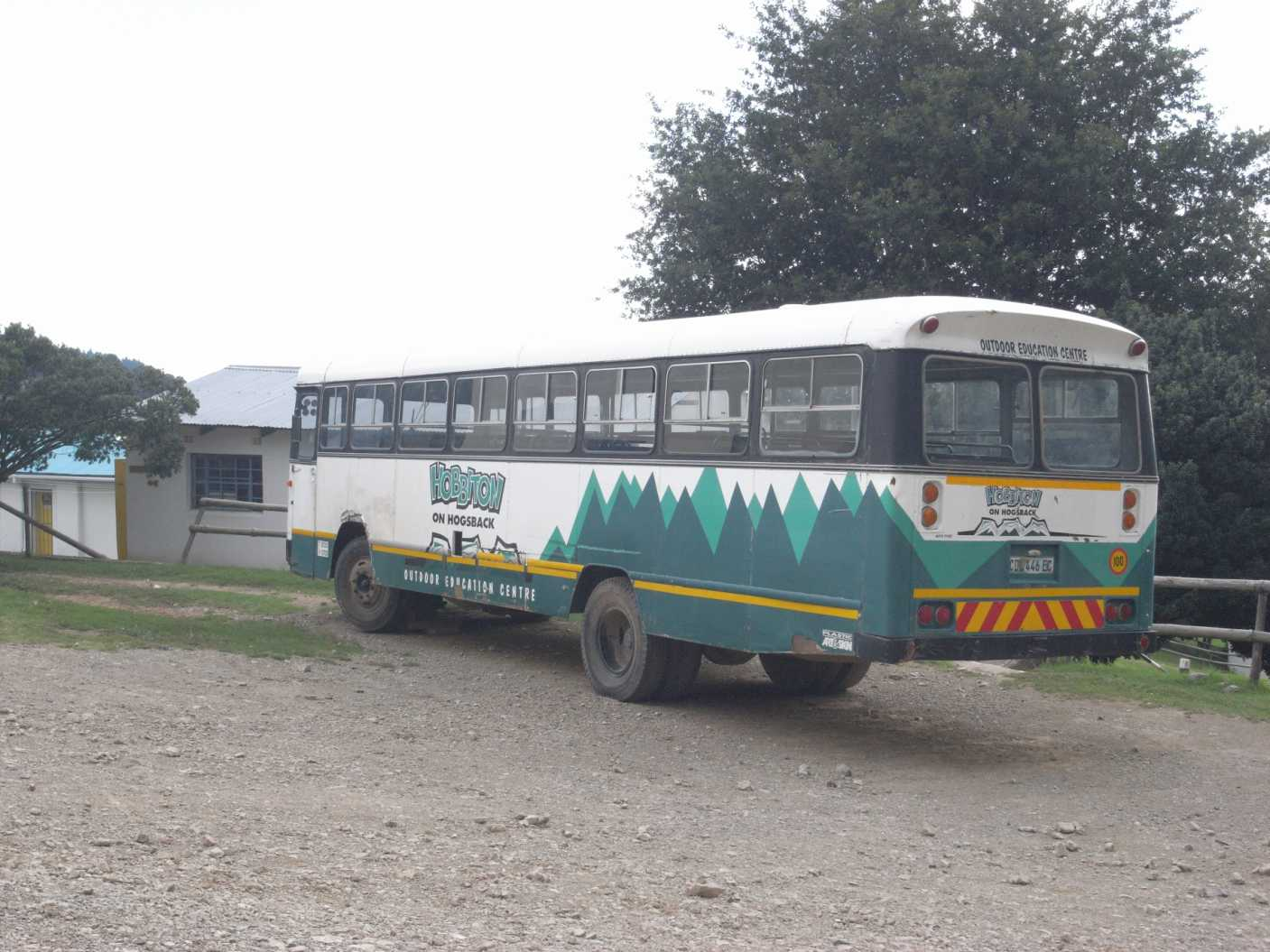
Kindercamping Hobbiton On Hogsback

## Geschiedenis
De basis van het moderne dorp is ontstaan rond 1880 na het einde van de oorlogen tussen lokale Xhosa bevolking en de Britten. Het gebied van het dorp kent de vroegste bewoning van de nomadenbevolking San, maar tussen de zestiende en achttiende eeuw werden zij deels verdreven en deels opgenomen in de ook verplaatste Xhosa-bevolking. In het bredere gebied waren er na 1820 verschillende dorpen ontstaan nadat missionaris John Brownlee in Gwali een missiepost oprichtte.
In 1823 begon men serieus met het bekeren van de lokale Xhosa-volk door onder meer het vertalen van delen de Bijbel via een drukpers die dan aanwezig was. De eerste 50 jaar na de oprichting van de missieplaats zou het geen makkelijke periode zijn geweest. De behuizing bestond voor het meeste gewoon uit leem. Daarnaast wakkerde een oorlog aan tussen de Britten en het Xhosa weer aan. Nadat de oorlogen ten einde kwamen in 1879 werden de gebieden weer open verklaard voor blanke kolonisten, dat zorgde voor een groei van de blanke bevolking in het gebied.
In 1880 werd er een hotel opgericht in Hogsback door de heer Collins, deze was later ook een postkantoor en de belangrijkste winkel van de groeiende plaats. Het hotel was eerst een succes, mede omdat veel blanke boeren en andere pioniers over de Hogsback trokken om nieuwe kolonies te starten of oude te herstarten. Het was feitelijk een stopplaats. Ook in Hogsback kwamen er boeren en pioneers wonen zelf en zo ontstond een echt dorp. In 1925 was het hotel vervallen geraakt. Het werd opgekocht door de kunstenaar WG Wiles die het verbouwde en het eerste zwembad van het dorp aangelegde. Het hotel heette toen (Hogsback) Hydro, later werd dit Hogsback Inn. Het werd de springplank voor de groei van toerisme daarna.
Tot 2016 viel het onder de gemeente Nkonkobe, tot deze gefuseerd werd met een andere gemeente tot de gemeente Raymond Mhlaba, die genoemd is naar een ANC-activist.

## Kunstenaars en toerisme
De omgeving en het dorp werd en wordt door vele schilders en tekenaars bezocht. Zuid-Afrikaanse dichter Francis Carey Slater beschreef het in een gedicht, net als de lokale dichter Mzi Mahola. Carolyn Parker schreef een roman die zich afspeelt Hogsback en bij een van de watervallen uit de buurt. Naast dat schilders en andere kunstenaars het bezochten kwamen er ook die er zich er gingen vestigen. Zo ontstaan er levendige kunstenaarskolonie. Veelal aangetrokken door de mystiek van de bossen en watervallen.
Schrijver J.R.R. Tolkien zou er ook inspiratie uit gehaald hebben, ook al bezocht hij nooit zelf de plaats. Hij zou bekend zijn met de verhalen en beelden van het gebied, mede door zijn zijn zoon Christopher Tolkien die er als militair in het gebied terecht was gekomen, die ook schetsen van de bossen en valleien-uitzichten stuurde naar zijn vader.
Een andere link is dat 9 jaar na het verschijnen zijn van Tolkien's fantasyboek De Hobbit, in 1946 een vakantiehuis werd gestart voor behoeftige kinderen met de naam Hobbiton. Later werd dit een eigen (kinder)camping onder de naam Hobbiton On Hogsback en verschenen ook nog andere naar Tolkien's werk vernoemde plekken en gebouwen. Het zorgde ook voor extra toerisme, naast dat men kwam en komt voor de sneeuw, het maken van jam, paddenstoelen (zoals de Gewoon eekhoorntjesbrood) zoeken en om te wandelen en te klimmen. Er kwamen ook meer accommodaties erbij.

## Evenementen
In het dorp worden er verschillende jaarlijkse evenementen gehouden. De grootste en bekendste daarvan is de kerstviering in juli. Verder kent men een lentefestival en een kunstfestival.